# Эрнандес де Толедо, Франсиско
Франсиско Эрнандес де Толедо (исп. Francisco Hernández de Toledo; 1514, Ла-Пуэбла-де-Монтальбан, Толедо — 28 января 1587, Мадрид) — испанский натуралист и королевский врач. Описал более трёх тысяч мексиканских растений, создав первое подобие научной классификации флоры региона и познакомив с ней европейцев.

## Биография
Получил образование в университет Алькала, где изучал медицину и ботанику. Возможно, путешествовал по городам Испании, как это было принято у пытавшихся сделать себе имя врачей его времени. Перевёл на кастильский (испанский) работу Плиния Старшего по естественной истории. Был представителем первой волны воспринявших Возрождение испанских медиков, практиковавших на основе пересмотренных античных принципов. При этом по цензурным соображениям и будучи подданным католической Испании, Толедо был вынужден отдавать в своих работах дань и классическим для средневековой европейской медицины взглядам и представлениям.
С 1567 года он становится личным врачом короля Испании Филиппа II.

### Экспедиция в Новый Свет
В 1570—1577 годах предпринял научную экспедицию в Новый Свет. Вместе с сыном Хуаном собирал данные о лекарственных растениях и животных испанских владений в Америке. Во время семилетнего путешествия его сопровождали крещёные индейцы. Толедо застал в землях ацтеков ужасную эпидемию, проводил вскрытия умерших и описал симптомы заболевания. Так как в европейских языках того времени недоставало терминов для описания растений, учёный использовал названия на местном языке. Первым или одним из первых описал такие, в будущем общеизвестные в Старом Свете, растения, как ваниль, чили, кукуруза, табак, разновидности какао и томат.
В 1615 году, уже после его смерти, увидел свет обширный труд Толедо, посвящённый описанию природы и культуры Мезоамерики.

## Публикации
Сочинения Толедо готовили к публикации на латинском языке и переводили по указанию короля. Его манускрипты сохранялись в собрании Эскориала, но многие из них погибли в пожаре.

## Семья
Был женат и имел детей.